# Ablativo assoluto
L'ablativo assoluto è un costrutto della lingua latina, formato da un sostantivo o un pronome, in funzione di soggetto, e un participio presente o perfetto (talvolta anche futuro), che funge da predicato, concordati in caso ablativo.
Questa struttura costituisce in forma sintetica e implicita una proposizione ordinata che può esprimere molteplici valori, perlopiù temporale e causale, ma anche concessivo, condizionale, ecc. È definito absolutus, cioè «sciolto», perché è fondamentalmente autonomo rispetto alla proposizione reggente: ciò significa che il soggetto dell'ablativo assoluto deve essere diverso dal soggetto della reggente e che la reggente non deve avere alcun legame grammaticale con la subordinata, cioè non deve contenere un pronome che richiami il soggetto posto in ablativo (altrimenti diventerebbe un participio congiunto).

## Uso dei tempi
Per quanto riguarda l'uso dei tempi del participio:
- si può avere l'ablativo assoluto con il participio presente, ad indicare un rapporto di contemporaneità con il verbo della reggente. Il participio presente ha sempre valore attivo; perciò si può avere l'ablativo assoluto con il participio presente di tutti i verbi, sia transitivi e intransitivi non deponenti (attivi), sia deponenti transitivi e intransitivi.

| «In urbem, defendente nullo, tamen armatis ascendere difficile erat.»        |
| «Pur non difendendola nessuno, ai soldati era difficile salire nella città.» |

Nota: la subordinata ha valore concessivo, e defendo è un transitivo non deponente.
| «Scelerati, conscientia obstrepente, condormire non possunt.»                 |
| «I delinquenti, facendosi sentire la coscienza, non possono chiudere occhio.» |

Nota: la subordinata ha valore causale ("poiché la coscienza si fa sentire"), e obstrepo è un intransitivo non deponente.
| «Galli consilium ceperunt ex oppido profugere, hortante Vercingetorige.»         |
| «Vercingetorige esortando, i Galli presero la decisione di fuggire dalla città.» |

Nota: Hortor è un deponente transitivo.
| «Dido eadem labente die convivia quaerit.»               |
| «Calando il giorno, Didone torna ai medesimi banchetti.» |

Nota: la subordinata ha valore temporale ("mentre calava il giorno"), e labor è un deponente intransitivo.
- si può avere l'ablativo assoluto con il participio perfetto, ad indicare un rapporto di anteriorità con il verbo della reggente. Il participio perfetto ha valore attivo nei verbi deponenti, sia transitivi sia intransitivi, mentre negli altri verbi ha valore passivo (è usato solo nei verbi attivi transitivi, che per natura ammettono il passivo, mentre nei verbi attivi intransitivi, che non possono avere il passivo, il participio perfetto non è usato, se non impersonalmente). Perciò, si può avere l'ablativo assoluto con il participio perfetto dei verbi transitivi non deponenti e dei verbi deponenti sia transitivi che intransitivi. Nella didattica scolastica del latino è opinione comune che l'ablativo assoluto coi verbi deponenti transitivi non esista: in realtà, questo costrutto è semplicemente molto meno diffuso degli altri ablativi assoluti, ma non impossibile (si veda Livio, 23, 39).

| «Volsci, traditis armis, sub iugum missi sunt.»                                                                                                   |
| «I Volsci, consegnate le armi (= dopo che sono state consegnate le armi, essendo state consegnate le armi), furono fatti passare sotto il giogo.» |

Nota: trado è un transitivo non deponente.
| «Caesar ad solis occasum naves solvit et, orta luce, Britanniam conspexit.»                             |
| «Cesare al tramonto del sole salpò e allo spuntar del giorno (= spuntato il giorno) vide la Britannia.» |

Nota: orior è un deponente intransitivo.
Nei casi in cui non si può usare l'ablativo assoluto, il latino generalmente fa ricorso ad altri costrutti, come quello del cum narrativo o al participio congiunto.
| «Caesar, cum ad oppidum Senonum Vellaunodunum venisset, oppugnare instituit.» |
| «Cesare, giunto a Vellaunoduno, città dei Senoni, cominciò ad attaccarla.»    |

In italiano, l'ablativo assoluto può essere reso in forma implicita con il gerundio o il participio, con una proposizione di vario tipo, ma talvolta può essere reso anche con un sostantivo:
diis iuvantibus 

me absente 

regibus exactis 

mortuo Caesare 

con l'aiuto degli dei 

durante la mia assenza 

dopo la cacciata dei re 

dopo la morte di Cesare 

lett. «aiutandoci gli dei» 

lett. «mentre ero io assente» 

lett. «cacciati i re» 

lett. «morto Cesare» 

## Particolarità sull'uso dell'ablativo assoluto
- Un tipo particolare di ablativo assoluto è quello costituito da due nomi o da un nome (o eventualmente, un pronome) e un aggettivo. In questo caso il participio presente del verbo sum (che non esiste) viene considerato sottinteso. Alcuni esempi:

Cicerone consule 

Hannibale duce 

diis invitis 

caelo sereno 

natura duce 

sotto il consolato di Cicerone 

sotto il comando di Annibale 

contro il volere degli dei 

a ciel sereno 

sotto la guida della natura 

lett. «essendo console Cicerone» 

lett. «essendo comandante Annibale» 

lett. «essendo gli dei contrari» 

lett. «essendo il ciel sereno» 

lett. «essendo guida la natura» 

| «Hostibus victis, civibus salvis, re placida, pacibus perfectis, bello exstincto, re bene gesta, integro exercitu praesidiisque... (Plauto)»                                   |
| «Vinti i nemici, salvi i cittadini, tranquilla la situazione politica, fatta la pace, spenta la guerra, condotta felicemente l'impresa, illesi l'esercito e le guarnigioni...» |

- Sono forme particolari di ablativo assoluto anche quelle costruite dal solo participio perfetto. Si può trattare di participi il cui soggetto, anziché da un sostantivo, è costituito da un'intera proposizione. I participi con cui si può trovare questa forma più frequentemente sono: cognito, «conosciuto»; nuntiato, «essendo stato annunciato»; audito, «corsa la voce»; permisso, «essendosi permesso»; edicto, «essendosi ordinato», «dato l'ordine», comperto, explorato «venuto a sapere», intellecto «avendo capito», incerto «non essendo certo», ecc.

| «Cognito vivere Ptolomaeum, navigandi in Aegyptum omissum consilium est.»                   |
| «Venutosi a sapere che Tolomeo era vivo, fu abbandonata l'idea di navigare verso l'Egitto.» |

- In altri casi si tratta, invece, di participi usati in modo avverbiale e privi di soggetto; i più usati sono: auspicato, «presi gli auspìci»; augurato o inaugurato, «presi gli augùri»; litato, «fatto il sacrificio»; explorato, «compiuta l'esplorazione» nonché le rispettive forme negative, esempio: inexplorato, «senza aver fatto eseguire ricognizioni»; inauspicato, «senza aver preso gli auspìci». A questi si aggiungano anche i seguenti: consulto «deliberatamente», merito, «meritatamente»; debellato «dopo aver finito vittoriosamente la guerra».
- Le espressioni italiane "per consenso di...", "su testimonianza di...", "per consiglio di...", "per istigazione di..." si possono tradurre in latino o con l'ablativo assoluto, se è rispettata la relazione di contemporaneità[1] o con le espressioni: omnes consentiunt, testis est, auctor est e l' accusativo e l'infinito, quando non vi è relazione di contemporaneità.[2]

| «Urbem auspicato inauguratoque conditam habemus.»                     |
| «Abbiamo una città fondata dopo aver preso gli auspìci e gli augùri.» |

- Si osservano molte somiglianze strutturali con il genitivo assoluto tipico della lingua greca.
- L'espressione viceversa è un ablativo assoluto latino e significa "mutata la vicenda" (vice è ablativo, dal genitivo vicis "vicenda" e versā è ablativo singolare femminile del participio perfetto di vertĕre, "volgere").[3]

## Nota storica
È interessante notare che la fortunata denominazione di ablativo assoluto fu fissata da Pierre Hélie (grammatico francese della fine del XII secolo) che a sua volta l'aveva ricavata da Prisciano che dal greco ἀπολυτός (apolytós, "disciolto") aveva tratto absolutus per designare un caso indipendente dall'altro.